# 西藏省道
西藏省道是指在西藏自治区境内的由西藏自治区交通运输厅编制编号的道路，省道的命名规则与国道一致；随着《国家公路网规划（2013-2030年）》的出台，西藏的省道编号也进行了变动。

## 命名和编号
西藏自治区普通省道的命名与编号规则，与国道规则基本一致。全称由道路起讫点和连字符组成，简称取起讫点首个汉字，比如“丁青木塔—日土斯潘古尔线”简称“木斯线”。编号以字母S和三位阿拉伯数字组成，例如木斯线“S301”，S表示省道；紧随其后的第一位数字用1、2、3、5分别表示省会放射线、北南纵线、东西横线和联络线；末两位数字为顺序号。

## 列表（2016年后）
| 线路编号           | 线路名称 （简称）                    | 起讫点及                                                    | 经过县城或主要地点 | 总里程 （公里） | 地图                        |
| 一、纵线（9条）    | 一、纵线（9条）                      | 一、纵线（9条）                                             | 一、纵线（9条）    | 一、纵线（9条） | 一、纵线（9条）             |
| ------------------ | ------------------------------------ | ----------------------------------------------------------- | ------------------ | --------------- | --------------------------- |
| 201省道            | 江达邓柯—芒康索多西 （邓索线）       |                                                             |                    |                 | 地图 （页面存档备份，存于） |
| 202省道            | 江达生达—芒康徐中 （生徐线）         |                                                             |                    |                 | 地图 （页面存档备份，存于） |
| 203省道            | 昌都噶玛—察隅察瓦龙 （面察线）       |                                                             |                    |                 | 地图 （页面存档备份，存于） |
| 204省道            | 丁青木塔—波密 （木卡线）             |                                                             |                    |                 | 地图 （页面存档备份，存于） |
| 205省道            | 聂荣老查务—隆子玉麦 （当玉线）       |                                                             |                    |                 |                             |
| 206省道            | 班戈—洛扎 （班洛线）                 |                                                             |                    |                 |                             |
| 207省道            | 安多强玛—洛扎扎日 （强洛线）         |                                                             |                    |                 |                             |
| 208省道            | 双湖—亚东 （强亚线）                 | 起（双湖县）：多玛乡嘎鲁玛社区 讫（亚东县）：下司马镇       |                    |                 | 地图 （页面存档备份，存于） |
| 209省道            | 双湖—定日绒辖 （双陈线）             | 起（双湖县）：多玛乡嘎鲁玛社区 讫（定日县）：绒辖乡陈塘村   |                    |                 | 地图 （页面存档备份，存于） |
| 二、横线（3条）    |                                      |                                                             |                    |                 |                             |
| 301省道            | 丁青木塔—日土斯潘古尔 （木斯线）     |                                                             |                    |                 | 地图 （页面存档备份，存于） |
| 302省道            | 丁青—札达什布奇 （丁什线）           |                                                             |                    |                 | 地图 （页面存档备份，存于） |
| 303省道            | 贡觉罗麦—日土班摩掌 （叶班线）       | 起（贡觉县）：罗麦乡边境四川叶巴 讫（日土县）：多玛乡班摩掌 |                    |                 | 地图 （页面存档备份，存于） |
| 三、联络线（20条） |                                      |                                                             |                    |                 |                             |
| 501省道            | 类乌齐岗色—类乌齐 （岗类线）         |                                                             |                    |                 |                             |
| 502省道            | 洛隆—八宿 （洛八线）                 |                                                             |                    |                 |                             |
| 503省道            | 索县荣布—边坝沙丁 （荣沙线）         |                                                             |                    |                 |                             |
| 514省道            | 定结萨尔—陈塘 （萨陈线）             |                                                             |                    |                 | 地图 （页面存档备份，存于） |
| 515省道            | 定日切村—珠峰大本营 （珠峰线）       |                                                             |                    |                 | 地图 （页面存档备份，存于） |
| 516省道            | 定日岗嘎—定日曲当 （岗曲线）         |                                                             |                    |                 | 地图 （页面存档备份，存于） |
| 519省道            | 日土红山达坂—日土空喀山口 （空红线） |                                                             |                    |                 | 地图 （页面存档备份，存于） |
| 520省道            | 日土拉热拉斯—应基隆 （班应线）       |                                                             |                    |                 | 地图 （页面存档备份，存于） |